# Efai jezik
Efai jezik (ISO 639-3: efa; effiat), nigersko-kongoanski jezik iz Nigerije, kojim govori oko 7 210 ljudi, od čega 6 320 u Nigeriji (2000) a ostali u Kamerunu. U Nigeriji se govori u državi Akwa Ibom, i to u području lokalne samouprave Mbo.
Jedini je predstavnik podskupine efai, šira skupina obolo.

## Vanjske poveznice
- Ethnologue (14th)
- Ethnologue (15th)